# أنت أو لا أحد (مسلسل)
أنت أو لا أحد (بالإسبانية: Tú o nadie)‏ هو مسلسل مكسيكي. تم إنتاجه وبثه على قناة تيلفيزا في عام 1985، من تمثيل لوسيا منديز وأندريس غارسيا وسلفادور بينيدا. ويعتبر واحد من أنجح المسلسلات التلفزيونية في فترة الثمانينات. 

## القصة
تعيش راكيل إلى جانب والدها وشقيقها دانيال وشقيقتها مارتا، وهي من أصل متواضع وكانت متزوجة من رجل أعمال من الطبقة
المتوسطة، أو كما كانت تظن، وبأحد الأيام يخرج أنطونيو برحلة على متن طائرته الخاصة، وهناك تتحطم الطائرة، وتظن راكيل أن زوجها انطونيو قد مات وأنها أصبحت أرملة فتقرر الذهاب إلى منزل عائلته، باعتبار أنها أرملة أنطونيو لتصعق بفاجع، فقد كانت متزوجة بالأخ غير الشقيق لأنطونيو وهو ماكس مليانو، إلا أنه خدعها وقال لها بأنه أنطونيو وكان قد دبرالمكيدة كي يتخلص من أخيه انطونيو لترث راكيل أمواله باعتبارها زوجته.إلا أن نجاة أنطونيو من الحادث وعودته سالما يقلب الأمور جميعها.

## الممثلون
- لوسيا مينديز (بالإسبانية: Lucía Méndez)‏ بدور راكيل سامانييغو.

مؤدي الصوت: إلفيرا يونس.
- أندريس غارسيا (بالإسبانية: Andrés García)‏ بدور أنطونيو لومباردو.

مؤدي الصوت: سمير شمص.
- ماغدا غوزمان

مؤدي الصوت: وفاء طربيه.
- ميغيل فانزانو

مؤدي الصوت: ميشيل ثابت.
- ليليانا عبود

مؤدي الصوت: سعاد اسمر.
- لوز ماريا خيريز (بالإسبانية: Luz María Jerez)‏ بدور مارثا سامانييغو.

مؤدي الصوت: سمارة نهرا.
- اورسولا براتز (بالإسبانية: Úrsula Prats)‏ بدور مورا.

مؤدي الصوت: كاتيا ابي دامس.
- سلفادور بينيدا (بالإسبانية: Salvador Pineda)‏ بدور ماكسيميليانو ألبنيز.

مؤدي الصوت: ميشال أبو سليمان.
- القصة: ماريا زاراتيني.
- مدير التصوير : كارلوس زينغاس
- إنتاج: أرنستو ألونزو
- اللحن الرئيسي : "Corazon de Piedra" and "Don Corazon"
- غناء : Lucía Méndez
- إضاءة : Luis Cardoso
- الموسيقى : Rey Casas, Raúl Rodríguez
- إخراج : خوزي راندون
- شركة الإنتاج : Capitalvision بالاشتراك مع قناة TVE
- الدبلجة للعربية : نقولا أبو سمح
- إستديوهات : شركة فيلملي
- إخراج الدبلجة العربية : جبران بدين

## روابط خارجية
- أنت أو لا أحد على موقع IMDb (الإنجليزية)
- أنت أو لا أحد على موقع كينوبويسك (الروسية)
- أنت أو لا أحد على موقع قاعدة بيانات الفيلم (الإنجليزية)